# Coupe de Belgique de football 2019-2020
Navigation
Édition précédente Édition suivante
La Coupe de Belgique 2019-2020 est la 65e édition de la Coupe de Belgique.
En raison de la "crise du Covid-19" et de l'interruption définitive de toutes les compétitions sportives 2019-2020 dès la fin mars 2020, la fédération belge de football a reculé la  finale de la coupe au 1er août 2020. Cette rencontre fera office de "début de la saison 2020-2021". Autre faits également exceptionnels en raison de circonstances, le tirage au sort des Tours préliminaires de l'édition 2021 a été effectué et le « tour préliminaire des tours préliminaires » de la 66e édition devait se jouer le weekend durant lequel est jouée la finale de la 65e ! Finalement en raison de la résurgence de l'épidémie du covid-19, l'URBSFA a préféré rester prudente et a reporté les six tours prévus pour les préliminaires 20-21.
C'est le « Great Old » du football belge, le Royal Antwerp FC qui s'adjuge le trophée pour la 3e fois de son Histoire, 28 ans après son deuxième succès. Une victoire suivie la saison suivante, d'un bel exploit quand l'Antwerp FC avait atteint la finale de la Coupe des Vainqueurs de Coupe.

## Remarque préliminaire
À la suite de la réforme qui est intervenue au terme de la saison 2015-2016, la dénomination des divisions a changé. Les deux plus haut niveaux de la hiérarchie, soit les deux divisions professionnelles, sont désormais appelées « D1A » et « D1B ».
Afin d'éviter la confusion (avec la série de « D1 Amateur », nouvelle dénomination de la « Division 3 ») dans les tableaux ci-après, ces deux divisions les plus hautes seront identifiées « I » et « II ».

## Fonctionnement - Règlement
La Coupe de Belgique 2019-2020 est jouée par matchs à élimination directe, à l'exception des demi-finales qui se disputent en rencontres aller/retour. Les équipes de Division 1 (Jupiler Pro League) ne commencent l'épreuve qu'à partir des seizièmes de finale.
Au total 311 clubs participent à la 64e édition de l'épreuve.
Pour l'édition 2019-2020, cinq tours préliminaires concernent 295 clubs issus de tous les niveaux inférieurs à la Jupiler Pro League. Au total, ces équipes proviennent des divisions suivantes :
- 160 clubs provinciaux (p-)
- 64 clubs de Division 3 Amateur (D3 Am)
- 48 clubs de Division 2 Amateur (D2 Am)
- 16 clubs de Division 1 Amateur (D1 Am)
- 8 clubs de Proximus League (II)
- 15 clubs de Jupiler Pro League (I)

### Dossier Malines
Le tenant du trophée, le YR KV Mechelen est sanctionné pour avoir tenté de falsifier la compétition 2017-2018 lors de sa dernière journée. Si le club reste en Jupiler League, il se retrouve privé d'une participation à la Ligue Europa 2019-2020 et est interdit de participation à la Coupe de Belgique 2019-2020 (voir Sources via lien «2018 Footballgate»).

## Calendrier
Le tirage au sort des premiers tours éliminatoires qu'entament des cercles de Division 3 Amateur et de provinciales a lieu en deux temps en raison du  «dossier Malines» (op. cit.), à savoir le 2 juillet 2019 pour les deux premiers tour puis le 22 juillet 2019 (publié le 29) pour les trois suivants, au siège de l'URBSFA .
| Nom | Tirage au sort         | Date aller              | Date retour             | Équipes participantes | Équipes restantes |
| --- | ---------------------- | ----------------------- | ----------------------- | --------------------- | ----------------- |
| Cinquième tour préliminaire | 22 juillet 2019        | 24 et 25 août 2018      | 24 et 25 août 2018      | 32                    | 32 à 16           |
| Seizièmes de finale | 26 août 2019           | 24 au 26 septembre 2019 | 24 au 26 septembre 2019 | 32 (16+16*)           | 32 à 16           |
| Huitièmes de finale |                        | 3 au 5 décembre 2019    | 3 au 5 décembre 2019    | 16                    | 16 à 8            |
| Quarts de finale | 17 au 19 décembre 2019 | 17 au 19 décembre 2019  | 8                       | 8 à 4                 |                   |
| Demi-finales | 21 au 23 janvier 2020  | 4 au 6 février 2020     | 4                       | 4 à 2                 |                   |
| Finale | 2 août 2020 (**)       | 2 août 2020 (**)        | 2                       | 2 à 1                 |                   |
| *: entrée de 15 clubs de la D1 belge (D1A) + 1 de D2 belge (D1B)                                                                             |                        |                         |                         |                       |                   |
| (**): initialement planifiée le 21 ou 22 mars 2020, la finale est reportée en raison de la crise du Covid-19 et reprogrammée le 2 août 2020. |                        |                         |                         |                       |                   |

## Cinquième tour préliminaire
Ce cinquième tour comporte 16 rencontres entre les qualifiés du 4e tour. Les 16 vainqueurs sont assurés d'affronter un club de première division ou l'Union St-Gilloise, club de deuxième division tiré au sort pour remplacer le "Club Malinois" (op cit), lors des seizièmes de finale. Ce tour de compétition est initialement programmé le dimanche 26 août 2018, mais des accords entre les clubs concernés peuvent intervenir et certains matchs seraient avancés au samedi 25 août 2018.
Depuis l'édition 2017-2018, c'est à ce tour que débutent les 8 clubs de Proximus League (II). Pour cette édition "19-20", ils ne sont que 7 en raison du "dossier Malines".
- Au 5e tour, 16 rencontres (32 clubs). Il s'agit des 25 qualifiés du 4e tour, soit cinq clubs de D1 Amateur, dix-sept clubs de D2 Amateur, deux D3 Amateur et un club provincial auxquels s'ajoutent 7 des 8 clubs de Proximus League, qui entrent dans la compétition. Rencontres initialement prévues le 25 août 2019 avec avancement possible au samedi 24.
  - En vertu du règlement permettant au club de la division la plus basse de recevoir (si son stade répond à des normes minimales), l'ordre de certaines rencontre peut-être inversé.
  - Cette saison huit rencontres opposent deux formations de D2 Amateur, tandis qu'une neuvième affronte une D3 Amateur et qu'une dixième est opposée à une équipe de 1re Provinciale.
  - Belle performance des équipes de D2 Amateur qui ont 8 qualifiés pour les seizièmes de finale, soit la moitié des places ouvertes !

|  | Clubs qualifiés pour les 1/16es de finale |

### Résultats
| Tour | N°  | Équipe 1                      | Équipe 2                          | Score 90 min | Score 120 min | T au B |
| ---- | --- | ----------------------------- | --------------------------------- | ------------ | ------------- | ------ |
| T5   | 268 | K. FC Duffel (D2-Am)          | R. Knokke FC (D2-Am)              | 2-1          |               |        |
| T5   | 269 | K. SK Ronse (D2-Am)           | K. Olympia SC Wijgmaal (D2-Am)    | 4-2          |               |        |
| T5   | 270 | K. FC Mandel United (D2-Am)   | FC Gullegem (D2-Am)               | 0-0          | 1-0           |        |
| T5   | 271 | Oud-Heverlee Leuven (II)      | R. FC Wetteren (D3-Am)            | 6-0          |               |        |
| T5   | 272 | R. Francs Borains (D2-Am)     | Torhout 1992 KM (D3-Am)           | 6-1          |               |        |
| T5   | 273 | R. Cappellen FC (D2-Am)       | K. FC Vigor Wuitens Hamme (D2-Am) | 1-0          |               |        |
| T5   | 274 | K. SK Heist (D1-Am)           | K. SC Lokeren O-Vl. (II)          | 0-4          |               |        |
| T5   | 275 | R. CS Onhaye (D2-Am)          | K. SC Eendracht Aalst (D2-Am)     | 0-1          |               |        |
| T5   | 276 | UR La Louvière Centre (D1-Am) | K. VC Westerlo (II)               | 1-2          |               |        |
| T5   | 277 | K. FC Dessel Sport (D1-Am)    | R. Excelsior Virton (II)          | 3-1          |               |        |
| T5   | 278 | R. CS Verlaine (D2-Am)        | K. RC Bambrugge (OVl-1)           | 1-1          | 1-1           | 5-3    |
| T5   | 279 | R. FC Seraing (D1-Am)         | K. SV Roeselare (II)              | 1-0          |               |        |
| T5   | 280 | K. Beerschot VA (II)          | SC Dikkelvenne (D2-Am)            | 6-1          |               |        |
| T5   | 281 | R. US Rebecquoise (D2-Am)     | R. FC Tilleur (D2-Am)             | 2-1          |               |        |
| T5   | 282 | K. Rupel Boom FC (D1-Am)      | K. VV Vosselaar (D2-Am)           | 2-2          | 4-2           |        |
| T5   | 283 | Lommel SK (II)                | K. SV Temse (D2-Am)               | 4-0          |               |        |

## Seizièmes de finale
On sait depuis la fin du 4e tour qu'au moins dix de ces rencontres opposent un cercle de "D1" à une formation d'au mieux la "D4".
Il n'y a plus ni clubs provinciaux, ni formations de Division 3 Amateur. Il n'y a plus aucun cercle luxembourgeois et namurois encore en compétition.
La répartition géographique des 32 clubs est la suivante :

### Participants

#### Par régions
| Régions         | Total | JPL (I) | PL (II) | D1-Am | D2-Am |
| --------------- | ----- | ------- | ------- | ----- | ----- |
| Bruxelles       | 2     | 1       | 1       | 0     | 0     |
| Région flamande | 22    | 10      | 5       | 2     | 5     |
| Région wallonne | 8     | 4       | 0       | 1     | 3     |
| TOTAUX          | 32    | 15      | 6       | 3     | 8     |

#### Par provinces
Une colonne avec un "-" signifie que cette division n'était déjà plus représentée lors du niveau de compétition précédent, un "0" signifie que la (les) dernière(s) équipe(s) concernées ont été éliminées au tour précédent.
| #  | Provinces                       | Total | JP (I) | PL (II) | D1-Am | D2-Am | Détails Clubs Amateurs                                              |
| -- | ------------------------------- | ----- | ------ | ------- | ----- | ----- | ------------------------------------------------------------------- |
| 1  | Province d'Anvers               | 7     | 1      | 2       | 2     | 2     | K. FC Dessel Sport, K. Rupel Boom FC, R. Cappellen FC, K. FC Duffel |
| 2a | Province du Brabant flamand     | 1     | -      | 1       | 0     | 0     |                                                                     |
| 2b | Province du Brabant wallon      | 1     | -      | -       | 0     | 1     | R. US Rebecquoise                                                   |
| 2c | Bruxelles - ACFF                | 2     | 1      | 1       | -     | 0     |                                                                     |
| 4  | Province de Flandre-Occidentale | 6     | 5      | 0       | 0     | 1     | K. FC Mandel United                                                 |
| 5  | Province de Flandre-Orientale   | 5     | 2      | 1       | 0     | 2     | K. VC Eendracht Aalst, K. SK Ronse                                  |
| 6  | Province de Hainaut             | 3     | 2      | -       | 0     | 1     | R. Francs Borains                                                   |
| 7  | Province de Liège               | 4     | 2      | -       | 1     | 1     | R. FC Seraing, R. CS Verlaine                                       |
| 8  | Province de Limbourg            | 3     | 2      | 1       | 0     | 0     |                                                                     |
| 9  | Province de Luxembourg          | 0     | -      | 0       | -     | 0     |                                                                     |
| 10 | Province de Namur               | 0     | -      | -       | -     | 0     |                                                                     |
|    | TOTAUX                          | 32    | 15     | 6       | 3     | 8     |                                                                     |

### Résultats
Le tirage au sort est effectué le lundi 26 août 2019 à 12 h, au siège de l'URBSFA. Onze clubs amateur et 21 professionnels s'affrontent.
- Les équipes amateur jouent à domicile d'office si les installations du club concerné sont estimées conformes (accord autorités locales, minimum 1 500 places dont 300 assises et éclairage de minimum 300 Lux).
- Ce tour est joué du 24 au 26 septembre 2019, selon les arrangements pris par les clubs et/ou d'éventuels souhaits des diffuseurs ayant les droits.
- La R. US Rebecquoise s'impose au Cercle de Bruges, un club de Jupiler Pro League, soit un écart de trois divisions.

|  | Clubs qualifiés pour le tour suivant |

| Date       | Équipe 1                      | Équipe 2                        | Score 90 min | Score 120 min | T au B |
| ---------- | ----------------------------- | ------------------------------- | ------------ | ------------- | ------ |
| 24/09/2019 | Cercle Brugge K. SV (I)       | R. US Rebecquoise (D2-Am)       | 0-1          |               |        |
| 24/09/2019 | KV RS Waasland-Beveren SK (I) | K. VC Westerlo (II)             | 3-4          |               |        |
| 24/09/2019 | K. SK Ronse (D2-Am)           | K. RC Genk (I)                  | 0-3          |               |        |
| 25/09/2019 | K. FC Rupel Boom FC (D1-Am)   | R. Sp. du Pays de Charleroi (I) | 2-3          |               |        |
| 25/09/2019 | K. FC Mandel United (D2-Am)   | KV Oostende (I)                 | 0-2          |               |        |
| 25/09/2019 | R. Francs Borains (D2-Am)     | Club Brugge KV (I)              | 0-3          |               |        |
| 25/09/2019 | R. Cappellen FC (D2-Am)       | K. AS Eupen (I)                 | 0-0          | 0-0           | 3-5    |
| 25/09/2019 | K. Beerschot VA (II)          | R. SC Anderlecht (I)            | 2-2          | 2-3           |        |
| 25/09/2019 | SV Zulte-Waregem (I)          | K. FC Duffel (D2-Am)            | 4-2          |               |        |
| 25/09/2019 | Union Royale St-Gilloise (II) | R. CS Verlaine (D2-Am)          | 3-0          |               |        |
| 25/09/2019 | R. FC Seraing (D1-Am)         | KV Kortrijk (I)                 | 1-3          |               |        |
| 25/09/2019 | K. St-Truidense VV (I)        | Oud-Hervelee Leuven (II)        | 0-0          | 2-0           |        |
| 25/09/2019 | K. SC Eendracht Aalst (D2-Am) | K. AA Gent (I)                  | 0-4          |               |        |
| 25/09/2019 | K. FC Dessel Sport (D1-Am)    | R. Excel Mouscron (I)           | 0-1          |               |        |
| 26/09/2019 | R. Antwerp FC (I)             | K. SC Lokeren O-Vl. (II)        | 2-2          | 4-2           |        |
| 26/09/2019 | R. Standard de Liège (I)      | Lommel SK (II)                  | 2-1          |               |        |

## Huitièmes de finale
Le tirage au sort des 8e de finale est effectué, au stade du Bosuil, le jeudi 26 septembre 2019, au terme du 16e de finale opposant le club local de l'Antwerp FC (D1A) au K. SC Lokeren O-Vl. (D1B) et qui a vu le Great Old se qualifier sur le score "4-2" après prolongation. Le tirage, avec notamment l'ancien International Gilles De Bilde, fit l'objet d'une diffusion en direct sur la chaîne de télévision néerlandophone "Q2". Un cercle amateur est encore en course avec quinze entités professionnelles.

### Participants

#### Par régions
| Régions         | Total | JPL (I) | PL (II) | D1-Am | D2-Am |
| --------------- | ----- | ------- | ------- | ----- | ----- |
| Bruxelles       | 2     | 1       | 1       | 0     | 0     |
| Région flamande | 9     | 8       | 1       | 0     | 0     |
| Région wallonne | 5     | 4       | 0       | 0     | 1     |
| TOTAUX          | 14    | 13      | 2       | 0     | 1     |

#### Par provinces
Une colonne avec un "-" signifie que cette division n'était déjà plus représentée lors du niveau de compétition précédent, un "0" signifie que la (les) dernière(s) équipe(s) concernées ont été éliminées au tour précédent.
En plus de Luxembourg et de Namur, la Province du Brabant flamand ne compte plus de représentant. La répartition géographique des qualifiés est la suivante :
| #  | Provinces                       | Total | JP (I) | PL (II) | D1-Am | D2-Am | Détails Clubs Amateurs |
| -- | ------------------------------- | ----- | ------ | ------- | ----- | ----- | ---------------------- |
| 1  | Province d'Anvers               | 2     | 1      | 1       | 0     | 0     |                        |
| 2b | Province du Brabant wallon      | 1     | -      | -       | 0     | 1     | R. US Rebecquoise      |
| 2c | Bruxelles - ACFF                | 2     | 1      | 1       | -     | -     |                        |
| 4  | Province de Flandre-Occidentale | 4     | 4      | -       | -     | 0     |                        |
| 5  | Province de Flandre-Orientale   | 1     | 1      | 0       | -     | 0     |                        |
| 6  | Province de Hainaut             | 2     | 2      | -       | -     | 0     |                        |
| 7  | Province de Liège               | 2     | 2      | -       | 0     | 0     |                        |
| 8  | Province de Limbourg            | 2     | 2      | 0       | -     | -     |                        |
|    | TOTAUX                          | 16    | 13     | 2       | 0     | 1     |                        |

### Résultats
- Le tirage au sort a désigné le Standard de Liège comme adversaire du l'US Rebecquoise, le dernier club amateur encore engagé. Un autre match attire les regards puisqu'il oppose les deux dernières qualifiées des huit équipes de Division 1B (D2).

- En terme d'affiches plus ronflantes sportivement parlant, on constate que les "Zèbres" du Sporting de Charleroi reçoivent les "Buffalos" La Gantoise, tandis que l'Antwerp FC accueille le RC Genk, champion national en titre.
  - Ce tour est joué entre le 3 et le 5 décembre 2019.

|  | Clubs qualifiés pour le tour suivant |

| Date       | Équipe 1                        | Équipe 2                  | Score 90 min | Score 120 min | T au B |
| ---------- | ------------------------------- | ------------------------- | ------------ | ------------- | ------ |
| 03/12/2019 | R. Antwerp FC (I)               | K. RC Genk (I)            | 2-2          | 3-3           | 4-3    |
| 04/12/2019 | SV Zulte-Waregem (I)            | K. St-Truidense VV (I)    | 3-0          |               |        |
| 04/12/2019 | KV Kortrijk (I)                 | K. AS Eupen (I)           | 2-1          |               |        |
| 04/12/2019 | KV Oostende (I)                 | Club Brugge KV (I)        | 1-1          | 1-1           | 2-4    |
| 04/12/2019 | R. Standard de Liège (I)        | R. US Rebecquoise (D2-Am) | 3-0          |               |        |
| 04/12/2019 | R. Sp. du Pays de Charleroi (I) | K. AA Gent (I)            | 1-0          |               |        |
| 04/12/2019 | Union Royale St-Gilloise (II)   | K. VC Westerlo (II)       | 0-0          | 0-0           | 4-1    |
| 05/12/2019 | R. Excel Mouscron (I)           | R. SC Anderlecht (I)      | 2-3          |               |        |

## Quarts de finale

### Participants

#### Par régions
| Régions         | Total | JPL (I) | PL (II) | D1-Am | D2-Am |
| --------------- | ----- | ------- | ------- | ----- | ----- |
| Bruxelles       | 2     | 1       | 1       | 0     | 0     |
| Région flamande | 3     | 3       | 0       | 0     | 0     |
| Région wallonne | 2     | 2       | 0       | 0     | 0     |
| TOTAUX          | 8     | 7       | 1       | 0     | 0     |

#### Par provinces
Une colonne avec un "-" signifie que cette division n'était déjà plus représentée lors du niveau de compétition précédent, un "0" signifie que la (les) dernière(s) équipe(s) concernées ont été éliminées au tour précédent.
En plus de Luxembourg et de Namur et du Brabant flamand, les provinces de Brabant wallon, de Flandre orientale et de Limbourg ne sont plus représentées. La répartition géographique des qualifiés est la suivante :
| #  | Provinces                       | Total | JP (I) | PL (II) |  |
| -- | ------------------------------- | ----- | ------ | ------- |  |
| 1  | Province d'Anvers               | 1     | 1      | 0       |  |
| 2c | Bruxelles - ACFF                | 2     | 1      | 1       |  |
| 4  | Province de Flandre-Occidentale | 3     | 3      | -       |  |
| 6  | Province de Hainaut             | 1     | 1      | -       |  |
| 7  | Province de Liège               | 1     | 1      | -       |  |
|    | TOTAUX                          | 8     | 7      | 1       |  |

### Résultats
| mardi 17 décembre 2019 | SV ZULTE-WAREGEM (I)                         | 2-0   | R. Sp. du Pays de Charleroi (I) |                                                            |                                                            |
| 20h45                  | S. Berahino (1-0) 48e · C. Larin (2-0) 90+3e | (0-0) |                                 | Regenboog Spectateurs : 4 147 Arbitrage : M. Jan Boterberg | Regenboog Spectateurs : 4 147 Arbitrage : M. Jan Boterberg |
| 20h45                  | bsdb.be                                      |       |                                 | Regenboog Spectateurs : 4 147 Arbitrage : M. Jan Boterberg | Regenboog Spectateurs : 4 147 Arbitrage : M. Jan Boterberg |

| mercredi 18 décembre 2019 | R. Union St-Gilloise (II) | 0-1   | KV KORTRIJK (I)          |                                                                  |                                                                  |
| 20h00                     |                           | (0-0) | 89e (0-1) G. Kagelmacher | Joseph Marien Spectateurs : 5 598 Arbitrage : M. Lothar D'Hondt. | Joseph Marien Spectateurs : 5 598 Arbitrage : M. Lothar D'Hondt. |
| 20h00                     | bsdb.be                   |       |                          | Joseph Marien Spectateurs : 5 598 Arbitrage : M. Lothar D'Hondt. | Joseph Marien Spectateurs : 5 598 Arbitrage : M. Lothar D'Hondt. |

| mercredi 18 décembre 2019 | R. Standard de Liège (I) | 1-3   | R. ANTWERP FC (I)                                                 |                                                                       |                                                                       |
| 20h45                     | M. Lestienne (1-0) 22e   | (1-0) | 65e (1-1) R. De Laet · 67e (1-2) M. Benson · 84e (1-3) D. Mbokani | Maurice Dufrasne Spectateurs : 12 000 Arbitrage : M. Erik Lambrechts. | Maurice Dufrasne Spectateurs : 12 000 Arbitrage : M. Erik Lambrechts. |
| 20h45                     | bsdb.be                  |       |                                                                   | Maurice Dufrasne Spectateurs : 12 000 Arbitrage : M. Erik Lambrechts. | Maurice Dufrasne Spectateurs : 12 000 Arbitrage : M. Erik Lambrechts. |

| jeudi 19 décembre 2019 | R. SC Anderlecht (I) | 0-2   | CLUB BRUGGE KV (I)                         |                                                                               |                                                                               |
| 20h45                  |                      | (0-0) | 48e (0-1) R. Vormer · 65e (0-2) É. Álvarez | Constant Vanden Stock Spectateurs : 20 000 Arbitrage : M. Bram Van Driessche. | Constant Vanden Stock Spectateurs : 20 000 Arbitrage : M. Bram Van Driessche. |
| 20h45                  | bsdb.be              |       |                                            | Constant Vanden Stock Spectateurs : 20 000 Arbitrage : M. Bram Van Driessche. | Constant Vanden Stock Spectateurs : 20 000 Arbitrage : M. Bram Van Driessche. |

## Demi-finales

### Participants

#### Par régions
| Régions         | Total | JPL (I) |
| --------------- | ----- | ------- |
| Région flamande | 4     | 4       |
| TOTAUX          | 4     | 4       |

#### Par provinces
| # | Provinces                       | Total | JP (I) |
| - | ------------------------------- | ----- | ------ |
| 1 | Province d'Anvers               | 1     | 1      |
| 4 | Province de Flandre-Occidentale | 3     | 3      |
|   | TOTAUX                          | 4     | 4      |

### Résultats
Les demi-finale livrent un scénario et un verdict relativement identique. Dans les deux cas, le « favori » se qualifie à la suite d'un court succès en déplacement après avoir concédé un partage à domicile.

#### Aller
| mercredi 22 janvier 2020 | Club Brugge KV (I) | 1-1   | SV Zulte-Waregem (I)  |                                                              |                                                              |
| 20h45                    | M. Rits (1-0) 53e  | (0-0) | 58e S. Berahino (1-1) | Jan Breydel Spectateurs : 19 632 Arbitrage : M. Wesley Alen. | Jan Breydel Spectateurs : 19 632 Arbitrage : M. Wesley Alen. |
| 20h45                    | bsdb.be            |       |                       | Jan Breydel Spectateurs : 19 632 Arbitrage : M. Wesley Alen. | Jan Breydel Spectateurs : 19 632 Arbitrage : M. Wesley Alen. |

| jeudi 23 janvier 2020 | R. Antwerp FC (I)    | 1-1   | KV Kortrijk (I)         |                                                             |                                                             |
| 20h45                 | D. Mbokani (1-1) 83e | (0-0) | 70e (0-1) J. Stovanović | Bosuil Spectateurs : 14 825 Arbitrage : M. Jonathan Lardot. | Bosuil Spectateurs : 14 825 Arbitrage : M. Jonathan Lardot. |
| 20h45                 | bsdb.be              |       |                         | Bosuil Spectateurs : 14 825 Arbitrage : M. Jonathan Lardot. | Bosuil Spectateurs : 14 825 Arbitrage : M. Jonathan Lardot. |

#### Retour
| mercredi 5 février 2020 | SV Zulte-Waregem (I) | 1-2   | CLUB BRUGGE KV (I)                                |                                                                  |                                                                  |
| 20h45                   | D. Oberlin (1-1) 77e | (0-0) | 53e (0-1) B. Mechele · 86e (1-2) Ch. De Ketelaere | Regenboog Spectateurs : 10 363 Arbitrage : M. Alexandre Boucaut. | Regenboog Spectateurs : 10 363 Arbitrage : M. Alexandre Boucaut. |
| 20h45                   | bsdb.be              |       |                                                   | Regenboog Spectateurs : 10 363 Arbitrage : M. Alexandre Boucaut. | Regenboog Spectateurs : 10 363 Arbitrage : M. Alexandre Boucaut. |

| jeudi 6 février 2020 | KV Kortrijk (I) | 0-1   | R. ANTWERP FC (I)            |                                                                  |                                                                  |
| 20h45                |                 | (0-1) | 36e (pen.) (0-1) L. Refaelov | Guldensporen Spectateurs : 8 250 Arbitrage : M. Nicolas Laforge. | Guldensporen Spectateurs : 8 250 Arbitrage : M. Nicolas Laforge. |
| 20h45                | bsdb.be         |       |                              | Guldensporen Spectateurs : 8 250 Arbitrage : M. Nicolas Laforge. | Guldensporen Spectateurs : 8 250 Arbitrage : M. Nicolas Laforge. |

## Finale
Initialement planifiée le dimanche 29 mars 2020, la finale 2020 est jouée le samedi 1er août 2020, au stade Roi Baudouin de Bruxelles. L'ambiance et le contexte de cette finale sont particuliers. D'une part, la rencontre se déroule à huis clos, donc sans le moindre spectateur excepté quelques dirigeants de chaque formation. D'autre part, intersaison oblige, les deux noyaux ont subi quelques évolutions par rapport à ceux qui devaient initialement disputer la finale. Ainis, du côté du club anversois, ce n'est plus László Bölöni qui dirige l"équipe mais Ivan Leko, un ancien joueur et entraîneur... du Club Brugeois.
La rencontre n'est pas de celle qui marque les esprits par la qualité de ses échanges. Toutefois, l'envie et la bonne volonté des acteurs donne un spectacle qui se laisse regarder sans ressentir l'ennui. la décision tombe d'une belle action voyant le parfois fantasque Camerounais Lamkel Zé offrir un but tout fait à son équipier Refaelov. Ancien joueur de Bruges, l'Israélien tend la jambe et ouvre le score après 25 minutes de jeu. Jusqu'au repos, les Blauw 'n Zwart sont incapables de cadrer le moindre envoi.
Après la pause, les Flandriens se font plus présents offensivement mais ne créent toujours pas le danger. De par la conjoncture, le suspense reste latent jusqu'au coup de sifflet final. La victoire anversoise ouvre les portes de la phase de groupes de la prochaine Ligue Europa au « Great Old », et contraint le Sporting de Charleroi a en jouer le 3e tour préliminaire.
| Club Brugge KV |

| R. Antwerp FC |

| Club Brugge KV |

| R. Antwerp FC |

| Club Brugge KV :              |    |                       |        |     |
|                               |    |                       |        |     |
| Gardien de but                | 88 | Simon Mignolet        |        |     |
| ArD                           | 77 | Clinton Mata          |        |     |
| ArC                           | 2  | Eduard Sobol          | Averti | 72e |
| ArC                           | 3  | Éder Balanta          | Averti | 75e |
| ArG                           | 44 | Brandon Mechele       |        |     |
| MR                            | 17 | Simon Deli            |        |     |
| MD                            | 25 | Ruud Vormer           |        |     |
| MG                            | 20 | Hans Vanaken          |        |     |
| AiD                           | 90 | Charles De Ketelaere  |        |     |
| AC                            | 11 | Krépin Diatta         |        |     |
| AiG                           | 21 | David Okereke         |        | 52e |
| Remplaçants :                 |    |                       |        |     |
| Gardien de but                | 33 | Nick Shinton          |        |     |
| Gardien de but                | 22 | Ethan Horvath         |        |     |
| Arr                           | 5  | Odilon Kossounou      |        |     |
| Arr                           | 18 | Federico Ricca        |        |     |
| Mil                           | 97 | Thomas Van den Keybus |        |     |
| Mil                           | 42 | Emmanuel Dennis       |        |     |
| Mil                           | 26 | Mats Rits             |        | 75e |
| Mil                           | 16 | Siebe Schrijvers      | Averti | 72e |
| Att                           | 10 | Mbaye Diagne          |        |     |
| Att                           | 9  | Michael Krmenčík      |        |     |
| Att                           | 27 | Youssouph Badji       |        | 52e |
| Entraîneur : Philippe Clement |    |                       |        |     |
|                               |    |                       |        |     |

| R. Antwerp FC :        |    |                   |        |       |
|                        |    |                   |        |       |
| Gardien de but         | 71 | Davor Matijas     | Averti |       |
| ArD                    | 4  | Daniel Opare      |        |       |
| ArC                    | 11 | Lior Refaelov     |        | 90+1e |
| ArC                    | 7  | Didier Lamkel Zé  |        | 90e   |
| ArG                    | 2  | Ritchie De Laet   |        |       |
| MD                     | 70 | Dieumerci Mbokani |        |       |
| MC                     | 30 | Buta              |        |       |
| MC                     | 6  | Simen Juklerød    |        |       |
| MG                     | 18 | Martin Hongla     |        |       |
| AtD                    | 38 | Faris Haroun      |        |       |
| AtG                    | 40 | Junior Pius       | Averti |       |
| Remplaçants :          |    |                   |        |       |
| Gardien de but         | 41 | Bill Lathouwers   |        |       |
| Arr                    | 17 | Robbe Quirynen    |        |       |
| Arr                    | 12 | Ava Dongo         |        |       |
| Mil                    | 28 | Manuel Benson     |        |       |
| Mil                    | 19 | Koji Miyoshi      |        |       |
| Arr                    | 99 | Bruny Nsimba      |        | 90+1e |
| Mil                    | 8  | Ivo Rodrigues     |        | 90e   |
| Entraîneur : Ivan Leko |    |                   |        |       |
|                        |    |                   |        |       |

## Nombre d'équipes par division
| Division   | Quatrième tour préliminaire | +  | Cinquième tour préliminaire | +   | Seizièmes de finale | Huitièmes de finale | Quarts de finale | Demi- finales | Finale |
| ---------- | --------------------------- | -- | --------------------------- | --- | ------------------- | ------------------- | ---------------- | ------------- | ------ |
| I          | N/A                         |    | N/A                         | +15 | 15                  | 13                  | 7                | 4             | 2      |
| II         | N/A                         | +7 | 7                           | +1  | 6                   | 2                   | 1                | 0             | -      |
| D1 Am      | 11                          |    | 5                           |     | 3                   | 0                   | -                | -             | -      |
| D2 Am      | 24                          |    | 17                          |     | 8                   | 1                   | 0                | -             | -      |
| D3 Am      | 6                           |    | 2                           |     | 0                   | -                   | -                | -             | -      |
| Provincial | 9                           |    | 1                           |     | 0                   | -                   | -                | -             | -      |
| Total      | 50                          | +7 | 32                          | +16 | 32                  | 16                  | 8                | 4             | 2      |